# 京成パンダ
京成パンダ（けいせいパンダ）は、京成電鉄が発行するクレジットカード「京成カード」のマスコットキャラクターである。京成電鉄ではゆるキャラとしている。

## 概要
PASMOの導入に合わせて発行を始めた、同社のクレジットカード「京成カード」の宣伝役として登場した。
パンダ星の王子であり、今は京成沿線の公津の杜のマンションで一人暮らしをしているという設定。細い目、つぶらな瞳、パンダらしからぬ唇、マント（空も飛べる）が特徴である。
この見た目からかキャラクター自体が注目され始め、公式サイト内でのキャラコンテンツの設置や壁紙やスクリーンセーバーの配布などが行われるようになり、グッズまで発売されるに至った。また、京成線車内の「ドアにご注意」ステッカーにも京成パンダが登場し、ドア戸袋に手と耳を挟まれている京成パンダが描かれているほか、2009年5月から11月30日まで「京成パンダ号」と称したラッピング電車（3000形を使用）が運行された。
後に京成電鉄の公式マスコットにもなり、2010年7月17日の成田スカイアクセス開業時には、日暮里駅でのセレモニーに等身大の着ぐるみが出席していた。また、京成グループがスポンサーを務めていたこともあり、同社の千葉国体のPRポスターではチーバくんとも共演を果たしている。
2018年3月14日、京成電鉄によって京成パンダ公式ツイッターが開設され、同時に「京成電鉄PR担当」に就任した。

## グッズ
- 京成パンダ ケータイストラップ
- 京成パンダ ケータイストラップ 京成バラ園バージョン
- 京成パンダ ケータイストラップ 京成電鉄制服バージョン
- 京成パンダ 携帯フェイスカバー 京成バラ園バージョン
- 2010年京成パンダオリジナルカレンダー
- 京成パンダマスコット
- 平成23年京成パンダオリジナルカレンダー
- 京成パンダ・ハナちゃんマスコットストラップ
- 平成24年京成パンダオリジナルカレンダー
- 京成パンダ・ハナちゃん・玉・じい マスコットストラップ
- 平成25年京成パンダオリジナルカレンダー
- 京成パンダ「エコ戦隊パンダレンジャー」マフラータオル（赤・白・ピンク）3種
- 京成パンダ「エコ戦隊パンダレンジャー」クリアファイル
- 平成26年京成パンダオリジナルカレンダー
- 京成パンダ・ハナちゃん（制服バージョン）・京成パンダ（作業服バージョン）・京成パンダ（京成トランジットバス制服バージョン）マスコットストラップ
- 京成パンダオリジナルカレンダー平成27年版
- 京成パンダオリジナルカレンダー平成28年版
- 2016年12月21日（水）～ keisei panda マスキングテープ[7]
- 2017年3月2日（木）～ keisei panda マスキングテープ 2[8]
- 2017年5月3日（水・祝）～ 京成パンダ＆さくらパンダ 誕生10周年記念ピンバッジ（みどり色・ピンク色）2種[9]
- 2019年4月25日（木）～ Keisei panda ランチトートバッグ「京成パンダ＆ピーナッツ」・「京成パンダ＆パンダ犬」2種[10]
- 2020年12月10日（木）～ Keisei panda エコバッグ（500個限定発売）[11]
- 2021年5月31日（月）～ 京成パンダ エコバック「Mサイズ・Lサイズ」M・Lサイズともにカラーは青／赤の2色ずつ（コミュニティー京成製作商品）[12]
- 2021年11月1日（月）～ 2022京成パンダ卓上カレンダー（500冊限定発売）[13]
- 2022年5月20日（金）～ オリジナルパスケース11（京成電鉄×和洋女子大学 初の共同製作グッズ）[14][15]
- 2022年6月14日（火）～ 京成パンダ マスコットキーチェーン（付属部分スカイライナーチャーム2種類）[16][17]
- 2022年9月30日（金）～ 2023京成パンダ卓上カレンダー（900冊限定発売）[18][19]
- 2022年10月28日（金）～11月6日（日）「パンダコパンダ×京成パンダ」コラボ缶バッジ（全8種。各50個限定）[20][21]

京成線売店やオンラインショップ、プリンセスカフェポップアップショップなどで発売されたもの。この他、街頭での京成カード申し込み時に配布される非売品グッズもあった。

## ストーリー

### パーソナル
パンダ星の王子として生まれ、何一つ不自由のない暮らしを送っていたが、父である国王から怠惰な生活態度を咎められ、パンダ星から追い出されて地球での修業を命じられる。地球では環境保護活動などを通じて資源を大切にする精神を学んでいる。また、地球での生活費は京成カードで支払っている。ペットに犬を飼っている。恩賜上野動物園の飼育係をしたり、俳優をしたりと、いろいろな職業も経験しているという。

### パンダ星
京成パンダの故郷の星。銀河系からは遠く離れたP-78星雲の中にある。星の表面にパンダの顔のような模様がある。大きな山が2つある。この山はパンダの耳のように見える。政体は王政で京成パンダはその王家の王子である。住民も全員パンダだという。

## プロフィール
- 職業・パンダ星の王子
- 好物・ゆで落花生
- 住まい・公津の杜駅近辺のマンション
- 趣味・アイロンがけ